# Edina Bozoky
Edina Bozoky (ou Bozóky) est une historienne hongroise spécialiste du Moyen Âge. Elle fait carrière en France.

## Biographie
Edina Bozoky a étudié à l'université Loránd Eötvös (à Budapest en Hongrie). Par la suite, elle a étudié à l'École pratique des hautes études (à Paris) et au Centre d'études supérieures de civilisation médiévale  (à Poitiers en France). Elle est titulaire d'un doctorat de 3e cycle en sciences religieuses.
Elle a notamment enseigné à l'université du Littoral-Côte-d'Opale (ULCO-Boulogne-sur-mer), aux côtés d'Anne-Marie Helvétius, avec qui elle a co-dirigé un ouvrage sur les reliques.
En mai 2012, elle devient maître de conférences en histoire médiévale à l'université de Poitiers/CESCM.

## Publications
- Le Livre secret des Cathares, avril 1997, Beauchesne  (ISBN 978-2701000978).
- Avec Anne-Marie Helvétius, collectif et Guy Lobrichon, Les Reliques : objets cultes, symboles, Brepols, 1999  (ISBN 978-2503508443).
- Charmes et prières apotropaïques, Brepols, janvier 2004  (ISBN 978-2503514451).
- La politique des reliques de Constantin à Saint-Louis, éditions Beauchesne, janvier 2007  (ISBN 978-2701014913).
- Avec Émile Turdeanu, Le livre secret des cathares : Interrogatio Iohannis, éditions Beauchesne, mars 2009, 259 p.  (ISBN 978-2701015408).
- Collectif, Saints d'Aquitaine : Missionnaires et pèlerins du haut Moyen Age, Presses universitaires de Rennes, décembre 2010, 234 p.  (ISBN 978-2753511972).
- Avec André Vauchez, Le Moyen Age miraculeux : Études sur les légendes et les croyances médiévales, Riveneuve éditions, septembre 2010, 370 p.  (ISBN 978-2360130139).
- Hagiographie, idéologie et politique au Moyen Âge en Occident : Actes du colloque international du Centre d'Etudes supérieures de Civilisation médiévale de Poitiers, 11-14 septembre 2008, Brepols, janvier 2012  (ISBN 978-2503544878).
- Attila et les Huns : Vérités et légendes, Librairie Académique Perrin, avril 2012, 305 p.  (ISBN 978-2262033637).
- Miracle ! Récits merveilleux des martyrs et des saints, La Librairie Vuibert, mars 2013, 189 p.  (ISBN 978-2311002577).
- Edina Bozóky, Les secrets du Graal : Introduction aux romans médiévaux français du Graal, Paris, CNRS éditions, 2016, 221 p. (ISBN 978-2-271-08312-8)
- Edina Bozóky, Les saints face aux barbares au haut Moyen Âge : Réalités et légendes, Rennes, Presses universitaires de Rennes, 2017, 206 p. (ISBN 978-2-7535-5394-1, OCLC 988768419)
- Edina Bozóky, L'imaginaire de la sainteté : De la découverte des reliques à la fabrique des légendes, Paris, Cerf, 2021, 276 p. (ISBN 978-2-204-14726-2)